# Li Cong
Li Cong (em chinês:  李聪; nascido em outubro de 1989) é um piloto de caça chinês e taikonauta do Corpo de Astronautas do Exército de Libertação Popular.

## Biografia
Li nasceu em Handan, Hebei, em outubro de 1989.
Ele se alistou no Exército de Libertação Popular (ELP) em setembro de 2009 e ingressou no Partido Comunista Chinês (PCC) em junho de 2011.
Piloto da Força Aérea do Exército de Libertação Popular, ele foi selecionado para o Corpo de Astronautas do Exército de Libertação Popular em setembro de 2020. No dia 24 de abril de 2024, foi anunciado como membro da Shenzhou 18.